# シックス・ディグリーズ・オブ・インナー・タービュランス
『シックス・ディグリーズ・オブ・インナー・タービュランス』(Six Degrees Of Inner Turbulence) は、アメリカ合衆国のプログレッシブ・メタルバンド、ドリーム・シアターが2002年に発表したスタジオ・アルバム。

## コンセプト
このアルバムは、コンセプト・アルバムである。収録曲のうち1曲目は、アルコール依存症や死などといった、人生における苦しみを見出すものである。事実、この曲はマイク・ポートノイのアルコール依存症の治療、アルコホーリクス・アノニマスを題材としており、このコンセプトは他のアルバムにも受け継がれている。
また、ディスク2は42分にも及ぶ1つの曲を8パートに分けて収録されており、双極性障害や心的外傷後ストレス障害 (PTSD)、統合失調症、産後うつ、自閉症、解離といった、様々な精神疾患や状態異常などを計6ケース取り上げている。その上、このアルバムのタイトルは、アルバムの収録曲6曲が心の中にある6つの不穏（乱れ、動揺）を参照することにより、収録曲がそれぞれ異なった不穏の形態を表すことをほのめかしている。タイトル曲のそれぞれのセクションにおける音楽スタイルは、トラック内で表現されているクラシック、フォーク、ヘヴィメタルスタイルといった、バンドが受けた様々な影響を直接的に反映したものである。

## 収録曲

### Disc 1
| 全作曲: John Petrucci, John Myung, Jordan Rudess and Mike Portnoy。 | |              |                                                             |       |
| #                                                                   | タイトル | 作詞         | 作曲・編曲                                                  | 時間  |
| 1.                                                                  | 「グラス・プリズン "The Glass Prison" - I. リフレクション "Reflection" - II. リストレーション "Restoration" - III. レヴェレーション "Revelation"」 | Portnoy      | John Petrucci , John Myung , Jordan Rudess and Mike Portnoy | 13:52 |
| 2.                                                                  | 「ブラインド・フェイス "Blind Faith"」 | James LaBrie | John Petrucci , John Myung , Jordan Rudess and Mike Portnoy | 10:21 |
| 3.                                                                  | 「ミスアンダーストゥッド "Misunderstood"」 | Petrucci     | John Petrucci , John Myung , Jordan Rudess and Mike Portnoy | 9:34  |
| 4.                                                                  | 「グレート・ディベート "The Great Debate"」 | Petrucci     | John Petrucci , John Myung , Jordan Rudess and Mike Portnoy | 13:43 |
| 5.                                                                  | 「ディサピアー "Disappear"」 | LaBrie       | John Petrucci , John Myung , Jordan Rudess and Mike Portnoy | 6:46  |

### Disc 2
| 全作曲: Petrucci, Myung, Rudess and Portnoy。 | | |                                     | |
| #                                             | タイトル | 作詞 | 作曲・編曲                          | 時間 |
| 6.                                            | 「シックス・ディグリーズ・オブ・インナー・タービュランス "Six Degrees of Inner Turbulence" - I. オーヴァーチュア "Overture" - II. アバウト・トゥ・クラッシュ "About to Crash" - III. ウォー・インサイド・マイ・ヘッド "War Inside My Head" - IV. テスト・ザット・スタンプド・ゼム・オール "The Test That Stumped Them All" - V. グッドナイト・キッス "Goodnight Kiss" - VI. ソリタリー・シェル "Solitary Shell" - VII. アバウト・トゥ・クラッシュ（リプライズ） "About to Crash (Reprise)" - VIII. ルージング・タイム/グランド・フィナーレ "Losing Time"/"Grand Finale"」 | Petrucci, Portnoy - (instrumental) - Petrucci - Portnoy - Portnoy - Portnoy - Petrucci - Petrucci - Petrucci | Petrucci, Myung, Rudess and Portnoy | <time datetime="42:04 - 6:50 - 5:51 - 2:08 - 5:03 - 6:17 - 5:48 - 4:05 - 6:01">42:04 - 6:50 - 5:51 - 2:08 - 5:03 - 6:17 - 5:48 - 4:05 - 6:01 |
| 7.                                            | 「ソリタリー・シェル（ラジオ・エディット） "Solitary Shell (Radio Edit)"」 | Petrucci | Petrucci, Myung, Rudess and Portnoy | 4:10 |

### 備考
「ソリタリー・シェル（ラジオ・エディット）」は、日本盤ボーナストラックである。その後、『グレイテスト・ヒット+21ソングス』にも収録された。

## チャート順位
Billboard 200
- Six Degrees of Inner Turbulence - #46

Billboard Top Internet Albums
- Six Degrees of Inner Turbulence - #1

オリコン
- 「シックス・ディグリーズ・オブ・インナー・タービュランス」 - #15[1]

## 参加ミュージシャン
- ジェイムズ・ラブリエ：ボーカル
- ジョン・ペトルーシ：7弦ギター、エレクトリック・ギター、バッキングボーカル
- ジョン・マイアング：6弦ベース（エレクトリックベース）
- マイク・ポートノイ：ドラムス、パーカッション、バッキングボーカル
- ジョーダン・ルーデス：キーボード